# Alexis Mabille
Alexis Mabille, né le 30 novembre 1977 à Lyon, est un créateur de mode français, « Membre invité » de la haute couture depuis 2007, et « Membre permanent » depuis décembre 2012. En parallèle, il est également décorateur d'intérieur.

## Biographie
Alexis Mabille est né le 30 novembre 1977 à Lyon dans une famille de la bourgeoisie locale ayant œuvré dans l'industrie textile. Jeune, il aime déjà coudre. Il étudie au lycée Saint-Marc, à Lyon, puis à l'École de la chambre syndicale de la couture parisienne dont il se voit diplômé en 1997. 
Avant de lancer ses propres collections, il a, entre autres, été le collaborateur d'Hedi Slimane, pour qui il concevait les bijoux de la ligne masculine Dior Homme ainsi que précédemment, John Galliano dans la conception de cosmétiques et bijoux.
Après plusieurs années chez Dior, il fonde la marque qui porte son nom, débutant avec du prêt-à-porter et des pièces unisexes. Dès le début, il a des clients connus tels Karl Lagerfeld, Mick Jagger ou la boutique colette. Il installe sa boutique et ateliers galerie Vivienne.
En septembre 2010, il réalise pour Christophe de Quénetain une garniture de fauteuils exposée à la Biennale des antiquaires. Il est également connu pour avoir habillé Dita von Teese.
En 2012, le BHV lui confie la conception et la décoration de ses vitrines de Noël. Six ans plus tard il décore le restaurant Froufrou à Paris (Théâtre Édouard-VII), Le Bœuf sur le toit, le Cipriani à Saint-Tropez ou encore le Carmora en 2022. Il exerce donc d'autres activités au delà de la couture, comme des aménagements d'intérieurs ou de créations de meubles avec une deuxième collection en 2023, allant jusqu'à créer sa propre agence de décoration, Beau Bow alors que cette activité était au départ un hobby.
Après avoir été « Membre invité » de la Chambre syndicale de la haute couture, il reçoit l’appellation officielle de haute couture en décembre 2012 et son premier défilé reçoit des avis divers, du bon,, au neutre,, voire mitigé, ou critique.
Après plusieurs années en haute couture, il se concentre sur celle-ci, le prêt-à-porter devenant plus anecdotique dans ses créations. Il reste malgré tout connu tant pour ses collections de « Couture » et de prêt-à-porter unisexes, que pour ses nœuds papillons, qui sont au fil du temps devenus sa signature et qu'il utilise également comme détail de décoration. 

## Distinctions
- Chevalier de l'ordre des Arts et des Lettres (2015)

## Presse
- Stéphane Condis, « Alexis Mabille : déclinaisons de genres », Challenges, no 770,‎ 19 janvier 2023, p. 70-72 (ISSN 0751-4417).